# Lagen om internationella köp
Lagen om internationella köp (SFS 1987:822), även kallad internationella köplagen, är Förenta Nationernas Convention on Contracts for the International Sale of Goods, CISG, direkt antagen som lag i Sverige. Konventionen utgör ett gemensamt kontraktsrättsligt instrument för den internationella handeln av varor. CISG reglerar i huvudsak tre områden; hur avtal ska tolkas, säljarens respektive köparens skyldigheter samt sanktioner vid avtalsbrott. Konventionen tillhandahåller därmed både köprättslig reglering och till viss del en mer allmän avtalsrättslig reglering. Dock är denna begränsad till handel av varor.
Lagen trädde i kraft i Sverige 1 januari 1989.